# Shizui
Shizui (kinesiska: 石咀) är en köping i sydöstra Kina. Den ligger i Guangning härad i staden Zhaoqing i provinsen Guangdong, omkring 130 kilometer nordväst om provinshuvudstaden Guangzhou. Antalet invånare är 9 272. Befolkningen består av 4 769 kvinnor och 4 503 män. Barn under 15 år utgör 29,0 %, vuxna 15-64 år 58 %, och äldre över 65 år 12,0 %.